# Port Washington (city w stanie Wisconsin)
Port Washington – miasto w Stanach Zjednoczonych, w stanie Wisconsin, siedziba administracyjna hrabstwa Ozaukee.